# Pentarchia (kereszténység)
A pentarchia (görögül: Πενταρχία) a kereszténység történetében az öt ősi patriarchátus (egyházkormányzati központ): Róma, Konstantinápoly, Alexandria, Antiochia és Jeruzsálem. A patriarchátusok vezetői a pátriárkák vagy másképp a püspökök.

## Történelem
A hagyomány alapján az öt patriarchátust az apostolok alapították:
- a rómait Péter és Pál apostol
- a konstantinápolyit András apostol
- az alexandriait Márk evangélista
- az antiochiait Péter apostol
- a jeruzsálemit valamennyi apostol

Az őskereszténységben a gyülekezetek élete teljességgel a „Lélek” irányítása alatt állt, a tisztségviselők súlya kicsi volt, hiszen a „lelki” funkciókat a "Lélek hordozói" látták el, azok a karizmatikus ajándékokkal megáldott apostolok, ún. próféták és tanítók, akik az egész egyházért munkálkodtak. A püspökök (vagy presbiterek) és a diakónusok csupán a külső dolgokban segédkeztek. A püspökség presbiterátus fölé rendelése – miközben egy szinten is maradt vele – akkortájt történt, amikor az apostolok eltűnőben voltak, vagy már el is tűntek, és a gyülekezetek megerősödésével az utazó hittérítők és a próféták szerepe háttérbe szorult. A püspökség intézménye az ún. "páli fordulat" kapcsán (2. század) az egyház kialakulásával kapcsolatban szerveződött meg.
A 2. század folyamán az addig jelentéktelen szerepet betöltő püspökök döntő szerephez jutottak a keresztény élet irányításában és meggyorsult a vezetői hatalom egy kézben történő összpontosulása. A püspök kiemelkedése a presbiterek közül azzal egy időben történt, ahogy a missziós papság helyét fokozatosan a pasztorális papság vette át. A püspöki intézmény, az episzkopális egyház csak a 2. század közepétől jött létre, ezért püspökökről is csak ettől kezdve beszélhetünk.
A népesebb, jelentősnek mondható keresztény gyülekezetek többnyire Keleten voltak, főleg görög nyelvterületen; Alexandria, Efezus, Antiókhia, Jeruzsálem központokkal. A római közösség is erős volt, amely nagy vonzerőt gyakorolt a többi gyülekezetre is. Mivel ezek a vallásközpontok még nem rendelkeztek egységes szervezettel, intézményrendszerrel, így nem beszélhetünk a mai értelemben vett 'egyház' létezéséről. Ugyanakkor igyekeztek megállapítani, hogy mely gyülekezetek őrzik legjobban a hagyományt. A legfőbb tekintélyt Rómának ítélték. Azt is megállapították, hogy mely gyülekezetekben kik képviselték az apostoli hagyományt. Így keletkeztek elsőként a római, a jeruzsálemi, az alexandriai és az antiókhiai püspöki listák. 
A 325-ben összehívott első egyetemes zsinat 6. kánonja szerint Alexandria, Antiokhia és a „többi eparchák” (egyházmegye) a maguk területén ugyanazokat a jogokat élvezik, mint a római püspök. Ezáltal a zsinat az addig – Róma kivételével – egyenlőnek tekintett püspökegyházakat metropolitarendszerbe fogta össze. A határozattal Róma, Alexandria és Antiokhia püspök-metropolitái a többi metropolita elé kerültek, s ezzel kezdetét vette a többi provincia metropolitái fölé emelkedő patriarchátus kialakulása. A kialakuló patriarchátusok megfeleltek egy hatalmas regionális birodalmi egységnek: Alexandria a hellenisztikus Egyiptom, Antiokhia a Kelet, Cilicia és Ciprus, Róma pedig a latin Nyugat felett kapott elsőséget.
A 4. század végétől nyugaton az államhatalom gyengesége lehetővé tette a római püspök primátusának elismertetését, a keleti egyházi hatalmasságok is igyekeztek Nagy Theodosius utódainak tehetetlenségét kihasználva saját politikai hatalmukat megerősíteni. Keleten azonban az egyházi primátusra törekvés folyamata a nyugatitól eltérően zajlott, mindenekelőtt azért, mert itt több főmetropolita versengett az elsőségért.
Nyugaton egyetlen apostoli alapításra visszamenő pátriárkai szék keletkezett: Róma; Keleten Jeruzsálem, Antiochia és Alexandria is – a hagyomány alapján – apostoli alapítású pátriárkai szék volt. Ehhez jött még a birodalmon belül betöltött vezető szerepéből fakadóan Konstantinápoly, amely előkelő pozícióját a 381-es konstantinápolyi zsinattal nyerte el.

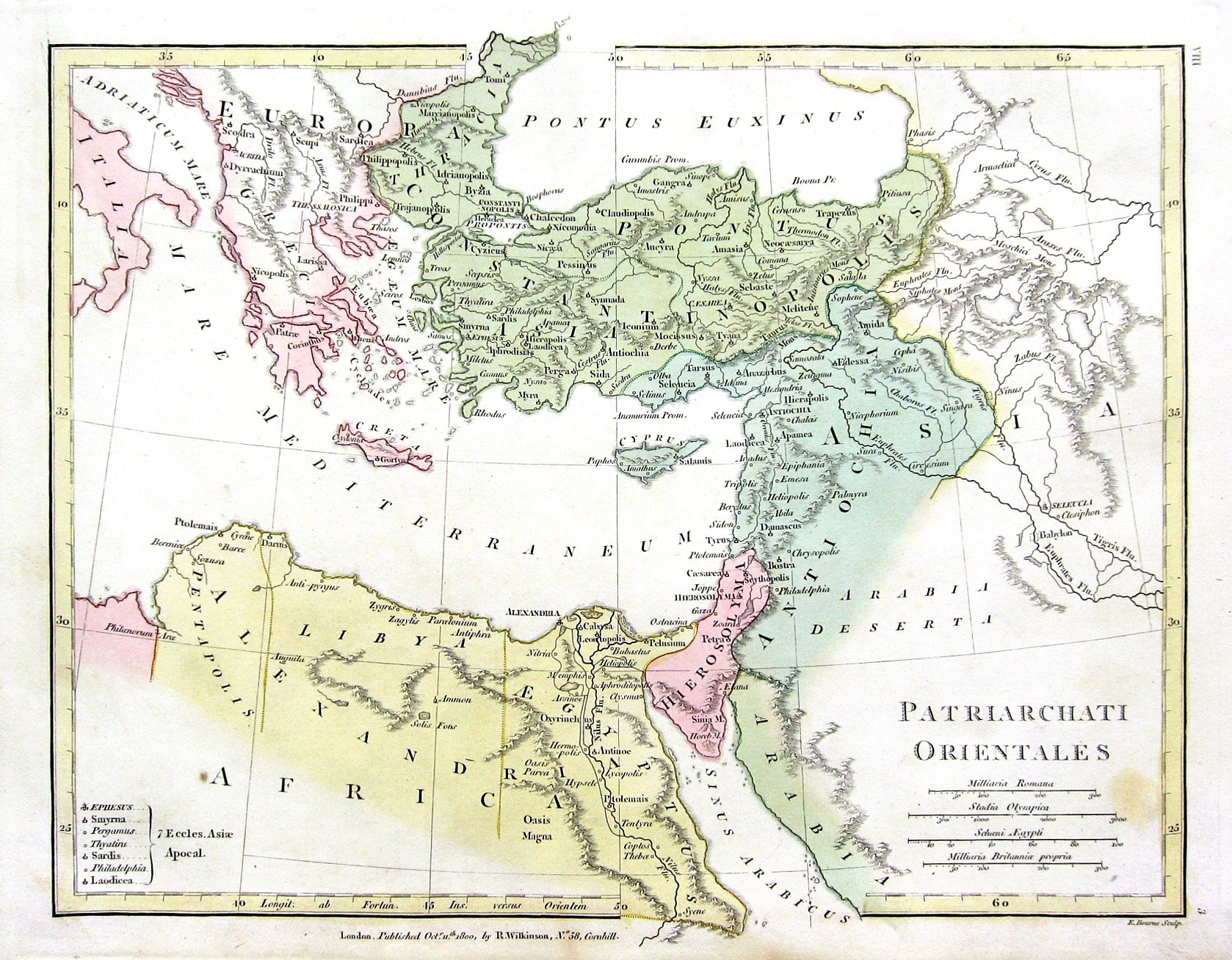
A patriarchátusok alá tartozó területek 500 körül: Róma (rózsaszín nyugaton), Jeruzsálem (rózsaszín - keleten), Alexandria (sárga), Antiokhia (kék), Konstantinápoly (zöld)

A 381-es zsinat 3. kánonja kimondta hogy Konstantinápoly püspöke tiszteleti elsőbbségben közvetlenül Róma után következik, így rangban megelőzte Antiokhiát és Alexandriát is. A rangsor körüli harc teológiai formákat is öltött: Konstantinápoly volt az ortodoxia, Antiokhia és Alexandria az arianizmus fellegvára. A konstantinápolyi pátriárka rangemelkedése a reális politikai helyzetet tükrözte. A római pápa azonban felismerte az ebben rejlő veszélyt Róma primátusára, s ezért a 381-es zsinat 3. kánonját utólag sem volt hajlandó elismerni ökumenikus jellegűnek.
A következő évben, 382-ben a római zsinaton Damasus pápa megfogalmazta, hogy az egyház élén annak a három városnak a püspöke áll, amelyek egykor Szent Péter működésének színterei voltak: : „Róma – mert Péter volt az első püspöke, Alexandria – mert Péter tanítványa, Márk volt a püspöke, Antiokhia – mint Péter első püspöki székhelye.”
Keleten a hatalmi harcokban csak Konstantinápoly és Alexandria maradt állva.
450-ig Alexandria pátriárkái élveztek előjogokat. Az ő legnagyobb ellenfelük a konstantinápolyi pátriárka volt, akinek javára Nagy Theodosius 381-ben elsőbbséget biztosított. Alexandria szövetségese ugyanakkor (eleinte) Róma volt, aki a konstantinápolyi riválist azáltal igyekezett gyengíteni, hogy Alexandriának kedvezett. Az ellentét első ízben az alexandriai Theophilosz és a konstantinápolyi Khrüszosztomosz (Aranyszájú Szt. János) küzdelmében tört felszínre.
A 450. év az alexandriai pártiárka hatalmának csúcspontját jelöli. A konstantinápolyi pátriárka megbukott, az antiochiai teológiát elítélték, Nagy Leó neve kapcsolatba került Flavianus vereségével. Minden jel arra utalt, hogy a gyenge bizánci állam hamarosan az egyiptomi egyházfő ellenőrzése alá fog kerülni. Ekkor azonban a bizánci udvarban uralkodóváltás történt. Bizánc kapcsolatot keresett a pápával, s ez a fordulat az alexandriai pátriárka bukásához vezetett. Pulcheria császárnő és férje, Markianosz 451-ben Khalkédónba összehívta a IV. egyetemes zsinatot. A császár a római pápa segítségével megbuktatta a veszélyes alexandriai pátriárkát: a zsinat Dioszkoroszt megfosztotta hivatalától. Dioszkorosz nem fogadta el letételét, ezzel viszont az alexandriai egyház kettészakadt: Dioszkorosz utódainak követőiből keletkezett a kiszakadó monofizita kopt egyház, a megválasztott Proteriosz utódainak követőiből az alexandriai ortodox egyház.
A jeruzsálemi patriarchátus, melynek fennhatósága Palesztínára terjedt ki, csak 451-ben önállósult. 
A 7. századi iszlám áradat végül elsodorta Alexandriát, Antiókhiát és Jeruzsálemet. A magára maradt Róma és Konstantinápoly vezető szerepét többé senki nem kérdőjelezte meg a keresztény világban.
A már századok óta fennálló ellentétek a római és a konstantinápolyi egyházközpont között oly erősen kiéleződtek, hogy aztán 1054-ben megtörtént az a végleges szakítás, amelynek következményeként kialakult a római katolikus és az ortodox (keleti) keresztény egyház.